# Brewster (Ohio)
Brewster é uma vila localizada no estado norte-americano de Ohio, no Condado de Stark.

## Demografia
Segundo o censo norte-americano de 2000, a sua população era de 2324 habitantes. 
Em 2006, foi estimada uma população de 2310, um decréscimo de 14 (-0.6%).

## Geografia
De acordo com o United States Census Bureau tem uma área de 
5,3 km², dos quais 5,3 km² cobertos por terra e 0,0 km² cobertos por água.

## Localidades na vizinhança
O diagrama seguinte representa as localidades num raio de 12 km ao redor de Brewster. 